# Franz Schumacher (Politiker)
Franz Schumacher (* 13. März 1861 in Innsbruck; † 23. Juli 1939 in Kleinvolderberg, Tirol) war ein österreichischer Politiker der Christlichsozialen Partei (CSP).

## Ausbildung und Beruf
Nach dem Besuch der Volksschule ging der Sohn des Bozener Kreisgerichtspräsidenten Karl Schumacher (1822–1873) und Bruder des Kunstmalers Philipp Schumacher an ein Gymnasium und absolvierte danach das Studium der Rechte. Danach war er beim Kreisgericht in Trient sowie beim Oberlandesgericht in Innsbruck tätig. Er war auch Verfasser kleinerer Beiträge zur Literaturgeschichte und Geschichte Tirols, unter anderem für Karl von Grabmayrs Publikation Südtirol: Land und Leute vom Brenner bis zur Salurner Klause (Berlin 1919), die gegen die Annexion Südtirols durch das Königreich Italien infolge des Vertrags von Saint-Germain-en-Laye protestierte.
Er war Ehrenmitglied der katholischen Studentenverbindung KaV Norica Wien.

## Politische Mandate
- 4. April 1919 bis 28. Juli 1919: Mitglied der Konstituierenden Nationalversammlung, CSP
- 20. November 1923 bis 18. Mai 1927: Mitglied des Nationalrates (II. Gesetzgebungsperiode), CSP